# Stamford, Lincolnshire
Stamford este un oraș în comitatul Lincolnshire, regiunea East Midlands, Anglia. Orașul se află în districtul South Kesteven. 